# Ctenus karschi
Ctenus karschi este o specie de păianjeni din genul Ctenus, familia Ctenidae, descrisă de Roewer, 1951.
Este endemică în Sri Lanka. Conform Catalogue of Life specia Ctenus karschi nu are subspecii cunoscute.